# Tultschyn
Tultschyn (ukrainisch Тульчин; russisch Тульчин Tultschin, polnisch Tulczyn, rumänisch Tulcin) ist eine 15.300 Einwohner (2017) zählende Stadt in der Oblast Winnyzja der West-Ukraine. Sie ist Verwaltungszentrum des gleichnamigen Rajons Tultschyn.

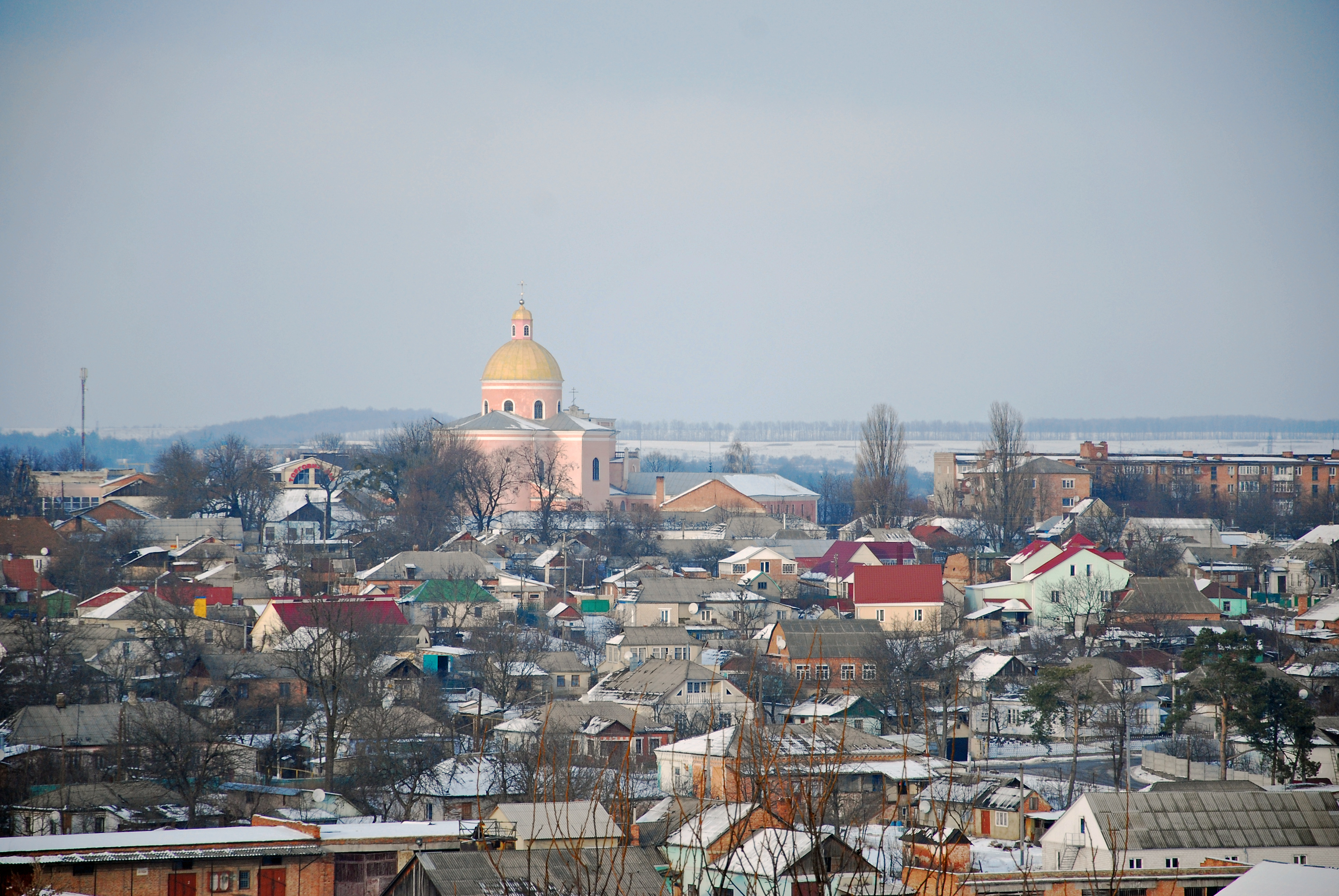
Ortsansicht Tultschyn im Winter 2011

## Geografische Lage
Die Stadt liegt etwa 85 km südöstlich vom Oblastzentrum Winnyzja am Ufer des Kinaschew (Сільниця), einem 67 km langen Nebenfluss des Südlichen Bugs und grenzt im Osten an das Dorf Kynaschiw. Durch Tultschyn verläuft die Regionalstraße P–08 und die Territorialstraße T–02–22.

## Geschichte
Der ersten schriftlichen Informationen der Ortschaft stammen aus dem Jahr 1607 und zum ersten Mal schriftlich als Nestervar erwähnt wurde die Stadt am 3. Juli 1648. Sie kam 1667 unter dem Namen Tulczyn unter polnische Oberhoheit. Im 17. Jahrhundert wurde die Ortschaft ein bedeutendes Handelszentrum in Podolien und erhielt 1787 das Magdeburger Stadtrecht. 1793 wurde Tultschyn ein Teil des Russischen Reiches.
Tultschyn war ein Zentrum der Dekabristen. Im Zweiten Weltkrieg war es vom 23. Juli 1941 bis zum 15. März 1944 von rumänischen Truppen besetzt und trug während dieser Besatzungszeit den rumänischen Namen Tulcin.

## Sehenswürdigkeiten

Potocki-Palast

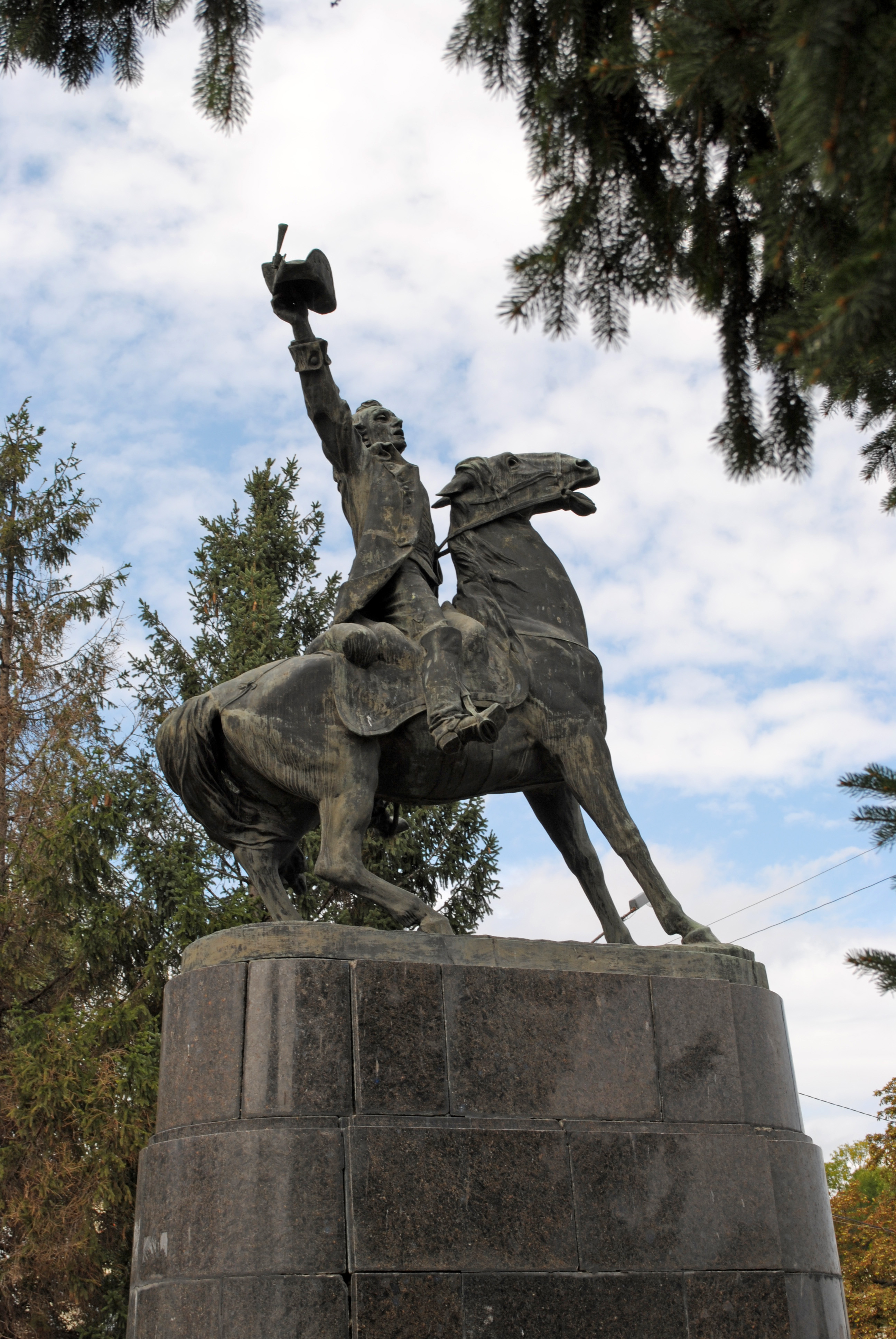
Suworow-Denkmal (Boris Eduards)

In der Stadt gibt es zahlreiche Sehenswürdigkeiten, wie unter anderem den Potocki-Palast aus dem Jahr 1785, das Haus der Dekabristen aus dem 18. Jahrhundert, in dem heute das Heimatmuseum beheimatet ist, das Hliklicha-Haus von 1912 und die Mariä-Himmelfahrt-Kirche von 1789.

## Verwaltungsgliederung
Am 19. August 2016 wurde die Stadt zum Zentrum der neugegründeten Stadtgemeinde Tultschyn (Тульчинська міська громада/Tultschynska miska hromada), zu dieser zählten auch die 5 Dörfer Dranka, Hannopil, Odaji, Suworowske und Tymaniwka sowie die Ansiedlung Pestelja, bis dahin bildete sie die gleichnamige Stadtratsgemeinde Tultschyn (Тульчинська міська рада/Tultschynska miska rada) im Zentrum des Rajons Tultschyn.
Am 12. Juni 2020 kamen noch die Siedlung städtischen Typs Kyrnassiwka, die 21 in der untenstehenden Tabelle aufgelisteten Dörfer sowie die 7 Ansiedlungen Chmelnyzke, Fedkiwka, Huralnja, Kapky, Markowe, Schtschuri und Uljaniwka zum Gemeindegebiet.
Folgende Orte sind neben dem Hauptort Tultschyn Teil der Gemeinde:
| Name                     | Name            | Name                                  |
| ukrainisch transkribiert | ukrainisch      | russisch                              |
| ------------------------ | --------------- | ------------------------------------- |
| Biloussiwka              | Білоусівка      | Белоусовка (Beloussowka)              |
| Bohdaniwka               | Богданівка      | Богдановка (Bohdanowka)               |
| Bortnyky                 | Бортники        | Бортники (Bortniki)                   |
| Chmelnyzke               | Хмельницьке     | Хмельницкое (Chmelnizkoje)            |
| Cholodiwka               | Холодівка       | Холодовка (Cholodowka)                |
| Dranka                   | Дранка          | Дранка                                |
| Fedkiwka                 | Федьківка       | Федьковка (Fedkowka)                  |
| Hannopil                 | Ганнопіль       | Аннополь (Annopol)                    |
| Huralnja                 | Гуральня        | Гуральня (Gupalnja)                   |
| Huty                     | Гути            | Гуты (Guty)                           |
| Kalyniwka                | Калинівка       | Калиновка (Kalinowka)                 |
| Kapky                    | Капки           | Капки (Kapki)                         |
| Kleban                   | Клебань         | Клебань                               |
| Kopijiwka                | Копіївка        | Копиевка (Kopijewka)                  |
| Kryschtschynzi           | Крищинці        | Крищинцы (Krischtschinzy)             |
| Kynaschiw                | Кинашів         | Кинашев (Kinaschew)                   |
| Kyrnassiwka              | Кирнасівка      | Кирнасовка (Kirnassowka)              |
| Majaky                   | Маяки           | Маяки (Majaki)                        |
| Mankiwka                 | Маньківка       | Маньковка (Mankowka)                  |
| Markowe                  | Маркове         | Марково (Markowo)                     |
| Marussyne                | Марусине        | Марусино (Marussino)                  |
| Masuriwka                | Мазурівка       | Мазуровка (Masurowka)                 |
| Mychajliwka              | Михайлівка      | Михайловка (Michailowka)              |
| Nesterwarka              | Нестерварка     | Нестерварка                           |
| Odaji                    | Одаї            | Одаи (Odai)                           |
| Pestelja                 | Пестеля         | Пестеля                               |
| Saritschne               | Зарічне         | Заречное (Saretschnoje)               |
| Schtschuri               | Щурі            | Щури (Schtschuri)                     |
| Schura-Kopijiwska        | Шура-Копіївська | Шура-Копиевская (Schura-Kopijewskaja) |
| Schurawliwka             | Журавлівка      | Журавлёвка (Schurawljowka)            |
| Silnyzja                 | Сільниця        | Сильница (Silniza)                    |
| Suworowske               | Суворовське     | Суворовское (Suworowskoje)            |
| Tarassiwka               | Тарасівка       | Тарасовка (Tarassowka)                |
| Tymaniwka                | Тиманівка       | Тимановка (Timanowka)                 |
| Uljaniwka                | Улянівка        | Ульяновка (Uljanowka)                 |

## Persönlichkeiten
- Stanisław Szczęsny Potocki (1751–1805), reichster polnischer Magnat, Erbauer des Palasts, Marschall der Konföderation von Targowica
- Zofia Potocka (1760–1822), griechische Kurtisane, Geliebte, dann Gattin und Erbin Potockis
- Józef Wysocki (1809–1873), polnischer General
- Lew Grigorjewitsch Deitsch (1855–1941), Menschewiki, russischer Journalist und Publizist
- Wladimir Michelson (1860–1927), ukrainisch-russischer Physiker, Meteorologe und Hochschullehrer
- Itzhak Deytsh (1884–1934), jiddischer Schauspieler und Theaterleiter
- Sophie Tucker (1887–1966), US-amerikanische Komödiantin und Sängerin